# Adolphe Sax
Antoine Joseph Sax (Dinant, 6 de noviembre de 1814-París, 7 de febrero de 1894), más conocido como Adolphe Sax, fue un fabricante de instrumentos musicales belga. Mayormente conocido por haber inventado el saxofón, de la familia de los instrumentos de viento-madera, y cuyo nombre proviene de su apellido, «Sax», y de «fono» (que significa 'sonido', del griego phonos); es decir, «sonido de Sax». La década de 1920 supuso el auge del saxofón gracias a la aparición del jazz.

## Biografía

### Sus primeros años
El seis de noviembre de 1814 nació en la ciudad belga de Dinant, Antoine-Joseph Sax, llamado Adolphe Sax, inventor fecundo y constructor de instrumentos  musicales. Nació en una casa modesta, hijo de Charles-Joseph y Marie-Joseph. Antoine-Joseph era el mayor de once hermanos.
Su infancia estuvo marcada por numerosos incidentes que, aunque no eran graves, marcan el inicio de su azarosa vida.

### Su padre: Charles-Joseph Sax
Autodidacta, Charles-Joseph fabricó instrumentos de viento en madera y cobre, incluso violines y pianos. Patentó una docena de creaciones y perfeccionó sus instrumentos. Participó con éxito en varias exposiciones donde le fueron reconocidos sus méritos.
Fue un niño inteligente y su espíritu inventivo se manifestó ya gracias a su amor por la música. Desde entonces siguió los cursos de sus padres que pronto se percatará de sus grandes capacidades y hará todo lo posible por desarrollarlas. Adolphe fue educado por uno de sus tíos, que era profesor en Dinant, al que atendía en sus clases, y además colaboraba en el taller de su padre. 
Su padre, Charles-Joseph, se traslada a París con su hijo. Había perdido a siete de sus once hijos y su empresa de Bruselas tenía problemas financieros.

### Sus años de juventud
Los inicios de Sax arrojan una luz singular sobre su carácter: energía, dinamismo, coraje, total confianza en sí mismo. Su reputación traspasa las fronteras. Sax toma conciencia de sus posibilidades y de su talento; concibe las obras que se siente capaz de realizar; rebosa de esperanza y cree poseer toda la suerte para su éxito.
Además de la construcción de instrumentos, estudió clarinete, instrumento en el que encuentra defectos. Crea y perfecciona instrumentos y los toca. Cuenta con 16 años cuando presenta, en la Exposición de la Industria de Bruselas, flautas y clarinetes de marfil.
En 1840, ha presentado nueve inventos en la exposición belga. Le denegaron la primera medalla bajo el pretexto de su “excesiva juventud" y considerando que no tendría nada que ofrecer al año siguiente. Sax rechaza la medalla de plata.

### Adolphe Sax en París
Como centro de la cultura europea de la segunda mitad del siglo XIX, París le atrae. El compositor Halévy le ha transmitido la confianza que los inventores han de tener en sus creaciones (concretamente en la familia de instrumentos en la que estaba trabajando: los saxofones).
En 1841 presentó el saxofón anónimamente en Bruselas, detrás de una cortina. En 1842, Adolphe se asienta en París en un modesto cobertizo. En pocos años, su modesto taller se transformó en una gran fábrica de instrumentos.

### Su amistad con Berlioz
Hector Berlioz describió el saxofón como un instrumento que tiene su mérito en la belleza variada de su timbre. En 1842, por mediación de Halévy, Sax conoce a Berlioz, cuya influencia es muy grande en los medios musicales parisinos debido en parte a sus artículos en el “Journal des Debats”. Los dos se reúnen y Adolphe le comunica sus ideas y proyectos. Finalizada la entrevista, Berlioz le hace saber que será al día siguiente cuando Adolphe conocerá su opinión sobre las ideas de Sax.
Berlioz, en el Journal des Debats, escribe a varias columnas sus elogios sin límites sobre el saxo. El artículo es reproducido por la prensa francesa y belga. Para Sax se inicia una vida fecunda y prodigiosa, pero también atormentada. Su triunfo será la envidia, la injusticia, el odio y la adversidad antes que la gloria.

### La invención del saxofón
Esencialmente, Sax ha dado nombre a cuatro grandes familias de instrumentos: saxotrompas, saxotrombas, saxotubas y saxofones. Es la primera vez que un constructor se interesa no solo por un único instrumento, sino por una familia de instrumentos. Los saxofones aportan un timbre absolutamente nuevo, en una nueva forma y en cobre, no en madera. Esta forma hallada y adoptada por Sax es un cono parabólico. El instrumento se toca con una caña. Ahí reside todo el secreto técnico del saxofón.
El conocimiento de Sax acerca de los principios de proporción le aseguran una incontestable superioridad sobre todos los otros constructores. He aquí la fuente principal de los múltiples desengaños del inventor acostumbrados a los desafíos. Hasta el 21 de marzo de 1846 no patentó el saxofón que tocaba desde hacía cuatro años o más y que concibió en 1838.
Los desengaños: Durante los años siguientes debe hacer frente a una lucha extrema emprendida contra él por sus adversarios, sus competidores, que se organizan en sociedad para atacarle. Lo despiden, impiden a los intérpretes la utilización de sus instrumentos, se publican artículos odiosos, etc. Se le ataca en los tribunales y sus patentes son anuladas. Sax gana todos los juicios hasta el reconocimiento final. Todas estas instancias arruinan a Sax, que quiebra por tres veces. Sin embargo, con un centenar de trabajadores, cerca de veinte mil instrumentos salieron de los talleres de Sax de 1843 a 1860.
La reforma de las Músicas Militares: Fue uno de los grandes éxitos y victorias de Sax. En 1845, las Músicas Militares francesas caen en desuso. Con la proposición de Adolphe Sax (el cual ofrece sus instrumentos), el general de Rumigny, ministro de la guerra,[cita requerida] nombra una comisión de estudio que decide organizar un concurso de bandas para comparar el sistema tradicional y la fórmula de Sax.
Se organiza una gran manifestación en el Campo de Marte (actual emplazamiento de la Torre Eiffel), el 22 de abril de 1845. El sistema antiguo es defendido por 45 músicos profesionales dirigidos por Michele Carafa. Sax defiende el suyo con los 38 músicos que, a duras penas, ha conseguido reunir. Sax es aclamado por 20 000 personas. El 10 de agosto la organización Sax es acogida oficialmente, aunque a costa de ganárse nuevos detractores. 

### Otros inventos
La lista de las invenciones y de los perfeccionamientos realizados por Sax es muy larga. Además de las familias ya citadas, hay que mencionar la reforma de la notación musical, de las composiciones, de los métodos (Sax fue nombrado profesor para los músicos militares en el conservatorio de París), una memoria sobre la influencia de los instrumentos de viento sobre los pulmones, un proyecto de escuela aplicada para los inventores, un plan de reorganización de las orquestas, un importante estudio sobre la acústica de las salas, mejoras en la mayoría de los instrumentos de cobre y de madera. En total unos cuarenta.
En 1851 construyó un nuevo fagot y clarinete bajo, los dos de metal. También se interesó por los instrumentos de percusión como los timbales, bombo y tambores. En 1852 transformó radicalmente los instrumentos de metal, dotándolos de pistones y cilindros con su aspecto cromático. Posteriormente consiguió que los instrumentos de metal pudieran diversificar su timbre con el uso de llaves y pistones. En 1862 inventó “aparatos de alquitrán” para limpiar el ambiente de las salas de hospitales y establecimientos públicos. En 1866 patenta un proyecto de sala de conciertos de forma ovoide que inspiró a Wagner en la construcción del Teatro de Bayreuht. Y un largo etc.

### Muerte y legado de Adolphe Sax

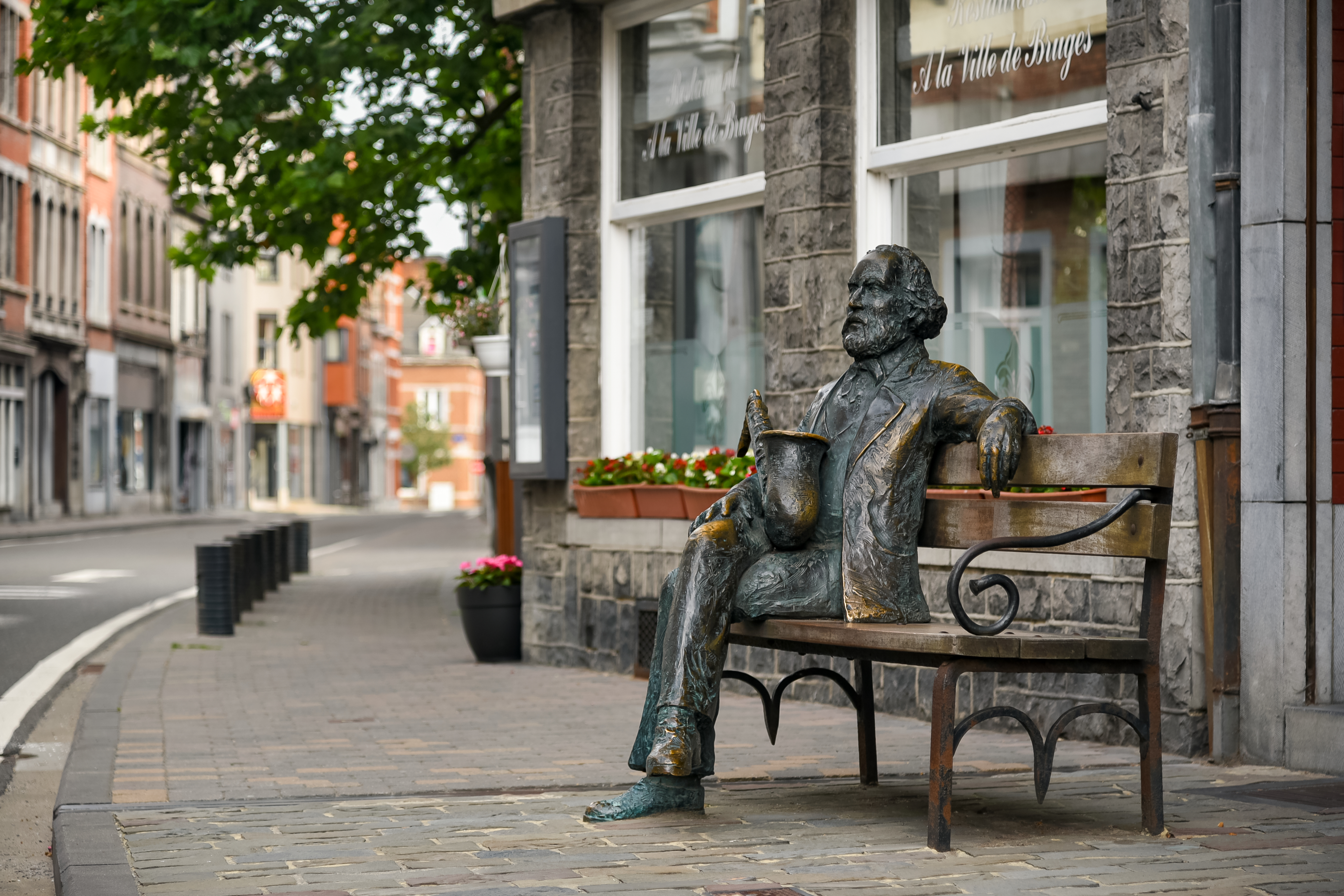
Estatua de Adolphe Sax en su ciudad natal

Sax fallece en París el 7 de febrero de 1894. Su cuerpo reposa en el cementerio de Montmartre, en una tumba capilla, al lado de seis miembros de su familia. Uno de sus hijos, Adolphe-Eduard, continuó con sus negocios. En 1928, éstos fueron retomados por la casa Selmer de París.

## Fechas importantes en la historia del saxofón
1842: Sax llega a París. Ese mismo año, Hector Berlioz describe en un artículo publicado en la revista “Journal des Debats” al nuevo instrumento. Las primeras audiciones se realizan estos primeros años.
1844: Hay documentación sobre un concierto a cargo del propio Adolphe Sax en la sala Herz de París. En ese mismo año, Berlioz arregla algunas composiciones incluyendo al saxofón. En diciembre de ese año, el saxofón participa en la orquesta sinfónica en la interpretación de la ópera de Johann Georg Kästner: “El último Rey Judá”.
1846: Sax presenta el saxofón.
1854: Un decreto ministerial regula la presencia de los saxofones dentro de las bandas militares francesas.
1857: Sax es nombrado profesor del Conservatorio Superior de París, una vez se había suprimido el Gimnase musical militaire, y continuaría esta labor hasta 1870, una fecha aciaga para el instrumento, pues supuso la desaparición de esta especialidad de la institución educativa, que no se recuperaría hasta 1942.
1858: J.B. Singelée escribe los primeros Solos de Concurso, iniciándose la composición de literatura de conciertos para el saxofón. A partir de este momento, músicos como J. Demersseman, J.N. Savari, P. Jenin, Kretzer y otros más incrementaron el repertorio.
1853: El director de orquesta americano Patrick Gilmore usa el saxofón en bandas militares por primera vez en la ciudad de Nueva York.
Entre 1877 y 1881 Klosé escribe varios métodos para la enseñanza del saxofón que han perdurado hasta nuestros días y que todavía son utilizados en los centros de enseñanza musical.
1894: Fallece Adolphe Sax.
1896: Eugene Coffin interpreta las primeras grabaciones de saxofón en los Estados Unidos de América.
1901: Elise Hall, mecenas que impulsaría la literatura del saxofón de manera excepcional, encarga a Claude Debussy la obra Rapsodie, iniciándose una serie de encargos que mejorarían la literatura del saxofón.
1914: El saxofón empieza a utilizarse en el ámbito de la música de jazz y en 1916, el saxofonista popular Rudy Wiedoeft realiza su primera grabación.
Durante los años 20, los grandes compositores del momento utilizan el instrumento, Gershwin, Milhaud, Ravel, Puccini, etc.
1928: Marcel Mule funda el Cuarteto de la Guardia Republicana con sus compañeros.
1942: Marcel Mule es el primer profesor encargado de restaurar la asignatura en el Conservatorio Superior de París.

## Tipos de saxofones
- Soprillo
- Sopranino
- Soprano
- Mezzosoprano
- Saxofón Trole
- Saxofón alto
- Melódico
- Tenor
- Barítono
- Bajo
- Tubax
- Contrabajo
- Subcontrabajo

## Otros instrumentos ideados por Sax
|  |  |

## Reconocimientos y honores

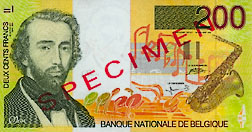
Imagen de Adolphe Sax en los billetes de 200 francos belgas

- Adolphe Sax aparece representado en los billetes de 200 francos belgas con su invento.
- El asteroide (3534) Sax denominado así en su honor.
- El 6 de noviembre de 2015, Google celebró el 201.º aniversario del nacimiento del inventor belga con un Google Doodle.[1]